# Hadayatullah Hübsch
Hadayatullah Hübsch (Chemnitz, 8 de janeiro de 1946 - Frankfurt am Main, 4 de janeiro de 2011) foi um escritor, jornalista e ativista alemão e por muito tempo, porta-voz da comunidade Ahmadiyya muçulmana, com participação dos Protestos de 1968.

## Publicações
- Der Weg Mohammeds. Islam – Religion der Zukunft? Reinbek bei Hamburg, 1989; ISBN 978-3-499-18475-8
- Keine Zeit für Trips. Autobiographischer Bericht; Verlag Der Islam, Frankfurt am Main 1991; o. ISBN
- Jazz hat keine Worte. Über Jazz und Lyrik; 1991; ISBN 978-3-923588-26-8
- Stop Mond 18; Pendragon Verlag, Bielefeld 1992; ISBN 978-3-923306-56-5
- Ein Ort des Friedens; Verlag Der Islam, Frankfurt 1992; ISBN 978-3-921458-77-8
- Umgeben von sanften Zellen. Gedichte; Nosmas Verlag, Hanau 1992; nummerierte und vom Autor signierte Auflage, 50 Ex.;
- Muslima. Zur Position der Frauen im Islam; Verlag Der Islam, Frankfurt/Main 1992; ISBN 978-3-921458-78-5
- Prophezeiungen des Islam; Droemer Knaur, 1993; ISBN 978-3-426-86022-9
- PENG. Langer Brief eines 68ers an seine Tochter; Betzel Verlag, Nienburg 1993; ISBN 978-3-929017-16-8
- Zur Stadt der glücklichen Tränen (Herausgeber); Verlag Der Islam, Frankfurt/Main 1994; ISBN 978-3-921458-93-8
- Die Kosmologie des Islam; Clemens Zerling, Berlin 1995; ISBN 978-3-88468-061-2
- Mein Weg zum Islam; Verlag Der Islam, Frankfurt/Main 1996; o. ISBN
- Frauen im Islam. 55 Fragen und Antworten; Betzel Verlag, Nienburg 1997; ISBN 978-3-929017-77-9
- Islam 99. Fragen und Antworten zum Islam; Betzel Verlag, Nienburg 1998; ISBN 978-3-929017-23-6
- Alles war Geheimnis. Vom LSD zum Islam; in: Claus-M. Wolfschlag (Hrsg.): Bye-bye ’68. Renegaten der Linke, APO-Abweichler und allerlei Querdenker berichten; Graz, Stuttgart 1998
- little mags. Unabhängige Literaturzeitschriften; Berlin 2001; ISBN 978-3-932909-80-1
- Fanatische Krieger im Namen Allahs. Die Wurzeln des islamistischen Terrors; Hugendubel/Diederichs, München 2001; ISBN 978-3-7205-2296-0
- Muslimische Heilige und Mystiker (Übersetzer); Hugendubel/Diederichs, München 2002; ISBN 978-3-7205-2342-4
- Macht den Weg frei. Gedichte; Horlemann Verlag, 2002; ISBN 978-3-89502-076-6
- Paradies und Hölle. Jenseitsvorstellungen im Islam; Patmos, 2003; ISBN 978-3-491-72471-6
- Die ersten Hundert. Bücher von Hadayatullah Hübsch aus über 30 Jahren Subkultur in Deutschland; Ariel-Verlag, 2003; ISBN 978-3-930148-24-0
- Vorkriegsgedichte, mit einer Zeichnung von Frank Wildenhahn; Corvinus Presse, Berlin 2003; ISBN 978-3-910172-84-5. Desgleichen ist eine Vorzugsausgabe mit einer Kaltnadelradierung von Frank Wildenhahn erschienen. Druck der Radierung: Dieter Bela, Berlin.
- Mein erstes Buch der Tiere: Islam für Kinder (zusammen mit Fareed Ahmad); Verlag Der Islam, Frankfurt 2007; ISBN 978-3-932244-26-1
- Peace Train: Von Cat Stevens zu Yusuf Islam; Palmyra Verlag, Heidelberg 2009; ISBN 978-3-930378-76-0
- Marock'n'Roll (Beat-Gedichte); gONZoverlag, Mainz 2010; ISBN 978-3-9812237-5-0
- Monolith (Pop-Gedichte, letzte Buchveröffentlichung zu Lebzeiten); Edition Schwarzdruck, Berlin November 2010; ISBN 978-3-935194-34-1
- Der Muslimische Witz; Patmos, 2011; ISBN 978-3-8436-0001-9